# Isla Verde (Francia)
La Isla Verde (en francés: Île Verte) es una pequeña isla deshabitada situada frente a La Ciotat (Bouches-du-Rhone) en el Mediterráneo justo al sur del país europeo de Francia, en la región de Provenza-Alpes-Costa Azul. Su superficie es de aproximadamente 12 hectáreas y su punto más alto alcanza los 53 metros. Mide unos 430 m de longitud por 260 m de ancho. Su nombre proviene de su vegetación, debido a que en el departamento de Bouches du Rhône, esta es la única isla boscosa.